# Арсенс Міскаровс
Арсенс Міскаровс  (рос. Arsens Miskarovs, 3 березня 1961) — радянський плавець, олімпійський медаліст.

## Виступи на Олімпіадах
| Олімпіада   | Дисципліна                    | Місце |
| ----------- | ----------------------------- | ----- |
| Москва 1980 | плавання на 100 метрів брасом | 2     |
| Москва 1980 | плавання на 200 метрів брасом | 3     |
| Москва 1980 | комплексна естафета 4 × 100   | 2     |